# Żudziszki
Żudziszki (lit. Žudiškės) – wieś na Litwie, w okręgu wileńskim, w rejonie wileńskim, w gminie Rzesza.

## Historia
W dwudziestoleciu międzywojennym wieś i zaścianek leżące w Polsce, w województwie wileńskim, w powiecie wileńsko-trockim, w gminie Rzesza. W 1931 miejscowość liczyła:
- wieś – 107 mieszkańców, zamieszkałych w 16 budynkach,
- zaścianek – 11 mieszkańców, zamieszkałych w 3 budynkach[2].

Po II wojnie światowej w granicach Związku Sowieckiego. Od 1991 na niepodległej Litwie.